# Penaincisalia atymna
Penaincisalia atymna is een vlinder uit de familie van de Lycaenidae. De wetenschappelijke naam van de soort werd als Thecla atymna in 1870 gepubliceerd door William Chapman Hewitson.

## Synoniemen
- Thecla fassli Druce, 1912
- Thecla socorrensis Draudt, 1919